# Nectarinia tacazze
La nettarinia del Tacazze (Nectarinia tacazze (Stanley, 1814)) è un uccello della famiglia Nectariniidae, diffuso in Africa.

## Tassonomia
Sono note due sottospecie:
- Nectarinia tacazze tacazze (Stanley, 1814) - diffusa in Etiopia ed Eritrea
- Nectarinia tacazze jacksoni Neumann, 1899 - diffusa in Sudan, Uganda, Kenya e Tanzania